# Віденський блакитний кріль
Віденський блакитний (Blue Vienna) — порода кролів м'ясо-шкуркового напряму.

## Історія
Порода віденський блакитний кролик була виведена в кінці XIX століття шляхом схрещування малих моравських кроликів блакитного забарвлення з породою фландр, в Австрії, на фермах під Віднем, очолюваних Йоганном Костянтином Шульцем — звідси і назва. Австрійські селекціонери на базі фландри хотіли отримати породу, яка б окрім м'яса мала ще й дорогу і гарну шкірку. Для вирішення цього завдання Шульц і його помічники схрестили фландра з аборигенними тваринами більш дрібних розмірів, але виключно блакитного забарвлення.
З отриманого потомства відбирались виключно особини блакитного забарвлення до тих пір, поки цей варіант забарвлення остаточно не закріпився в генотипі. І в 1895 році світу була представлена нова порода, названа на честь місця її виведення і характерною забарвлення, що є її візитною карткою. Тварини, правда, вийшли дрібнішими, ніж Фландрії, зате їх шкурка дійсно виглядала набагато багатше.

## Біологічні характеристики
Середніх розмірів кролик вагою до 5 кілограмів (рідко до 7 кг), що володіє дивовижним сизо-блакитним, густим і шовковистим хутром. Тулуб довжиною 56 см, груди в обхваті 38 см, особливо вираженим у самок; з характерним підгруддям. Конституція тіла міцна. Голова середньої величини; округлі, довжиною до 15 см прямо поставлені вуха. Спина довга і широка. Ноги середньої довжини прямі, міцні й м'язисті. Забарвлення однорідне, сизо-блакитного кольору.
Віденські блакитні — порода середньої плодючості: в одному посліді самка приносить в середньому 7 — 9 кроленят приблизно по 70 г кожен. Однак молодняк має гарну життєздатність і активно росте, досягаючи у 4-місячного віці ваги 2,5 — 3 кг. У кролиці добре розвинені материнські якості.
Віденський блакитний кріль вельми витривалий і добре адаптується до кліматичних умов. Хутро цієї породи користується попитом завдяки своїй м'якості та пухнастості.

## Продуктивні якості
Незважаючи на те, що віденські блакитні кролики поступаються в розмірах своїм фламандським предкам, для м'ясної породи ці тварини мають цілком гідні вагові показники. Середня вага дорослого кроля коливається в межах 4,2-5 кг, але зустрічаються тварини навіть більші за розміром.
З точки зору оцінки продуктивності важливе значення має не стільки стандартний розмір дорослої тварини, скільки швидкість набору ваги. В цьому відношенні австрійські кролики мають теж гідні показники, що підтверджується даними, характерними в середньому для породи :
| Вік            | Вага, кг |
| -------------- | -------- |
| Новонароджений | 0,07     |
| 1 місяць       | 1,0—1,2  |
| 2 місяць       | 1,5—1,7  |
| 3 місяць       | 2,4—2,7  |
| 4 місяць       | 3,0—3,5  |
| 6 місяць       | 4,2—5    |

## Різновиди
- Віденський білий
- Віденський сіро-блакитний
- Віденський чорний